# Championnat du Luxembourg de football 1937-1938
Navigation
Saison précédente Saison suivante
La saison 1937-1938 du Championnat du Luxembourg de football était la 28e édition du championnat de première division au Luxembourg. Dix clubs sont regroupés au sein d'une poule unique où ils se rencontrent deux fois, à domicile et à l'extérieur. En fin de saison, les 2 premiers de Promotion d'Honneur (la deuxième division luxembourgeoise) sont promus tandis que les 2 derniers du classement sont relégués.
C'est le CA Spora Luxembourg qui remporte le titre après avoir terminé en tête du classement final, avec 2 points d'avance sur le tenant du titre, la Jeunesse d'Esch et 4 sur le Stade Dudelange. Il s'agit du 7e titre de champion du Luxembourg de l'histoire du club.

## Les 10 clubs participants
| - CA Spora Luxembourg - Jeunesse d'Esch - Red Boys Differdange - AS Differdange - Promu de Promotion d'Honneur - Progrès Niedercorn | - The National Schifflange - Promu de Promotion d'Honneur - Stade Dudelange - Union Luxembourg - US Dudelange - CS Fola Esch |

## Compétition

### Classement
Le barème utilisé pour établir le classement est le suivant :
- Victoire : 2 points
- Match nul : 1 point
- Défaite, forfait ou abandon : 0 point

| Rang | Équipe                   | Pts | J  | G  | N | P  | Bp | Bc | Diff |  | Résultats (▼ dom., ► ext.) | Spo | Jeu | StD | USD | Nie | Uni | Fol | Sch | Dif | RBD |
| ---- | ------------------------ | --- | -- | -- | - | -- | -- | -- | ---- |  | -------------------------- | --- | --- | --- | --- | --- | --- | --- | --- | --- | --- |
| 1    | CA Spora Luxembourg      | 26  | 18 | 11 | 4 | 3  | 48 | 26 | +22  |  | CA Spora Luxembourg        |     | 1-1 | 1-1 | 3-2 | 3-2 | 5-0 | 4-1 | 6-4 | 4-0 | 5-1 |
| 2    | Jeunesse d'Esch (T)      | 24  | 18 | 10 | 4 | 4  | 40 | 26 | +14  |  | Jeunesse d'Esch (T)        | 4-3 |     | 3-1 | 2-1 | 3-1 | 0-1 | 5-1 | 4-1 | 6-2 | 3-2 |
| 3    | Stade Dudelange (C)      | 22  | 18 | 10 | 2 | 6  | 49 | 28 | +21  |  | Stade Dudelange (C)        | 1-2 | 1-0 |     | 2-0 | 4-2 | 5-2 | 5-0 | 4-0 | 7-2 | 2-1 |
| 4    | US Dudelange             | 21  | 18 | 9  | 3 | 6  | 43 | 28 | +15  |  | US Dudelange               | 1-1 | 2-0 | 4-2 |     | 0-0 | 4-3 | 4-0 | 2-3 | 6-0 | 5-1 |
| 5    | Progrès Niedercorn       | 18  | 18 | 7  | 4 | 7  | 35 | 29 | +6   |  | Progrès Niedercorn         | 2-1 | 0-0 | 1-1 | 3-2 |     | 0-1 | 1-2 | 4-1 | 5-2 | 2-0 |
| 6    | Union Luxembourg         | 18  | 18 | 8  | 2 | 8  | 35 | 38 | -3   |  | Union Luxembourg           | 0-2 | 0-2 | 3-2 | 1-1 | 4-2 |     | 2-0 | 4-0 | 4-5 | 4-3 |
| 7    | CS Fola Esch             | 17  | 18 | 7  | 3 | 8  | 29 | 43 | -14  |  | CS Fola Esch               | 3-3 | 3-0 | 0-3 | 4-1 | 0-2 | 2-0 |     | 2-0 | 2-1 | 4-1 |
| 8    | National Schifflange (P) | 13  | 18 | 6  | 1 | 11 | 35 | 49 | -14  |  | National Schifflange (P)   | 0-1 | 4-4 | 4-2 | 0-1 | 1-5 | 2-1 | 5-0 |     | 4-1 | 3-2 |
| 9    | AS Differdange (P)       | 12  | 18 | 4  | 4 | 10 | 33 | 55 | -22  |  | AS Differdange (P)         | 0-1 | 2-3 | 3-1 | 1-2 | 3-3 | 1-1 | 4-4 | 3-2 |     | 3-0 |
| 10   | Red Boys Differdange     | 9   | 18 | 3  | 3 | 12 | 23 | 48 | -25  |  | Red Boys Differdange       | 3-2 | 0-0 | 0-5 | 2-5 | 1-0 | 2-3 | 1-1 | 3-1 | 0-0 |     |

## Bilan de la saison
| Championnat du Luxembourg de football 1937-1938 |                                |
| Champion                                        | CA Spora Luxembourg (7e titre) |
| Coupes et trophées                              |                                |
| Vainqueur de la Coupe du Luxembourg 1937-1938   | Stade Dudelange                |
| Promotions et relégations                       |                                |
| Promus en Division d'Honneur                    | Avenir Beggen                  |
| Promus en Division d'Honneur                    | Chiers Rodange                 |
| Relégués en Promotion d'Honneur                 | AS Differdange                 |
| Relégués en Promotion d'Honneur                 | Red Boys Differdange           |